# Jacob Sartorius
Rolf Jacob Sartorius (* 2. Oktober 2002 in Oklahoma) ist ein amerikanischer Popsänger. Bekannt wurde er durch das Hochladen von Playback-Videos in das soziale Netzwerk musical.ly sowie das Erstellen von Vines.

## Karriere
Jacob Sartorius gewann Bekanntheit durch das Posten von „lip sync“-Videos zu populären Liedern auf der Plattform Musical.ly und das Erstellen von Vines. Im Alter von 13 Jahren gewann er Millionen von Followern auf diversen sozialen Netzwerken dazu. Er postete sein erstes Video auf Vine am 17. August 2014. Erst im Februar 2015 begann er, regelmäßig zu posten. Sein erstes Video war ein Text, der sich gegen Mobbing aussprach.
Im Januar 2016 trat Sartorius einer Gruppe namens MAGCON (Meet and Greet Convention) als „special guest“ bei. Dabei handelt es sich um eine Tour, die in den USA, Europa und Australien den Fans die Möglichkeit gibt, ihre Internetidole zu treffen. Dort freundete sich Sartorius auch mit der Internetpersönlichkeit Cameron Dallas an.
Seine Debütsingle Sweatshirt, die er am 3. Mai 2016 veröffentlichte, erreichte auf den Billboard Hot 100 die Nummer 90 und auf den Canadian Hot 100 Nummer 81. In Deutschland landete der Song direkt am Tag der Veröffentlichung auf Platz 76 der iTunes-Charts.
Seit Juni 2016 ist Sartorius unter Vertrag mit der United Talent Agency, die ihn zu ihrem ersten Klienten machte, dessen primäre Plattform Musical.ly ist. Er ist auch unter Vertrag bei T3 Music Group.
Am 25. Juli 2016 veröffentlichte Sartorius seine zweite Single, Hit or Miss, die direkt Platz 72 der Billboard Hot 100 erreichte, seine bisher bestplatzierte Single.
Am 30. Januar 2017 veröffentlichte er mit dem Label T3 Music Group sein erstes Album, The Last Text EP. Darauf sind acht Songs zu finden, unter anderem auch eine überarbeitete Version seiner ersten Single Sweatshirt.

## Privatleben
Sartorius ist in Oklahoma geboren und wurde dann von einer Familie aus Herdon adoptiert. Er  lebt zurzeit in Reston. Seine sozialen Medien werden von seiner Mutter gemanagt. Seine Mutter ist in seinen Vines zu sehen. Er hat eine ältere Schwester namens Caroline, die an einem College studiert. Sie ist auch in seinen Vines und auf Instagram zu sehen. Sein Vorname Rolf ist der gleiche wie bei seinem Vater und Großvater.

## Tours
- All My Friends Tour (2016)
- The Last Text World Tour (2017)